# Punta Suipacha
Punta Suipacha ist eine Landspitze im Norden der Bryde-Insel vor der Danco-Küste des Grahamlands auf der Antarktischen Halbinsel. Sie liegt am Ostufer der Alvaro-Bucht.
Argentinische Wissenschaftler benannten sie. Der weitere Benennungshintergrund ist nicht überliefert.